# Bomarion boavidai
Bomarion boavidai là một loài bọ cánh cứng trong họ Cerambycidae.